# Fosfato de cromo(III)
Fosfato de cromo(III) é um composto inorgânico de fórmula química CrPO4. Normalmente se apresenta na forma de cristal verde, CrPO4•4H2O, ou violeta, CrPO4•6H2O, na sua forma hidratada. É insolúvel em água, mas solúvel em ácidos.